# Stefan Seit
Stefan Seit (* 1971) ist ein deutscher römisch-katholischer Philosoph.

## Leben
Er studierte Germanistik, katholische Theologie, Philosophie, Geschichte und Erziehungswissenschaften. Die erste Staatsprüfung legte er 1997/1999 ab. Von 1998 bis 1999 war wissenschaftlicher Angestellter am Lehrstuhl für Kirchengeschichte mit Schwerpunkt Alte Kirchengeschichte und Patrologie bei Alfons Fürst der Fakultät Katholische Theologie der Universität Bamberg. Nach der Promotion 1999 in Katholischer Theologie in Bamberg bei Ernst Ludwig Grasmück war er von 1999 bis 2003 Stipendiat des Graduiertenkollegs „Ars und Scientia im Mittelalter und in der frühen Neuzeit“ an der Universität Tübingen. Von 2003 bis 2008 war er Mitglied und Sprecher der Nachwuchsforschergruppe „Symbolische und universale Rationalität“ der Heidelberger Akademie der Wissenschaften an der Universität Tübingen; parallel zeitweise Projektmitarbeiter an den Universitäten Nijmegen und Erfurt. Nach der Promotion 2005 Examinatio sensus. Hermeneutik und christliche Skepsis bei Johannes von Salisbury in Philosophie in Tübingen bei Georg Wieland war er von 2009 bis 2013 wissenschaftlicher Angestellter am FB 05: Philosophie und Philologie der Johannes Gutenberg-Universität Mainz (seit dem Sommersemester 2013, als wissenschaftlicher Angestellter beurlaubt). Seit 2013 vertrat er die Professur des Arbeitsbereiches Philosophie des Mittelalters am Philosophischen Seminar in Mainz. Das Habilitationsprojekt „Das Glück der Philosophen“ schloss er 2014 mit der öffentlichen Antrittsvorlesung Pluralität und Gewissensfreiheit: Aspekte der frühneuzeitlichen Toleranzdebatte und ihre mittelalterliche Wurzeln (Johannes Gutenberg-Universität Mainz; Mechthild Dreyer) ab.

## Werke (Auswahl)
- Beamte – Gelehrte – Geistliche. Zum Wissenschaftsstatus der katholischen Theologie im bayerischen Bildungssystem in der ersten Hälfte des 19. Jahrhunderts am Beispiel des Bamberger Lyzeums (= Bamberger theologische Studien. Band 12). Lang, Frankfurt am Main u. a. 2000, ISBN 3-631-33726-4 (zugleich Dissertation, Bamberg 1999).
- Johannes von Salisbury: Policraticus. Textauswahl, Übersetzung, wissenschaftliche Einleitung und Kommentar (= Herders Philosophische Bibliothek des Mittelalters. Band 14). Herder, Freiburg im Breisgau u. a. 2008, ISBN 978-3-451-28705-3.
- als Herausgeber mit Pavlína Rychterová und Raphaela Veit: Das Charisma – Funktionen und symbolische Repräsentationen (= Beiträge zu den historischen Kulturwissenschaften. Band 2). De Gruyter, Berlin 2008, ISBN 978-3-05-009855-5.
- als Herausgeber mit Norbert Jung und Franz Machilek: Fides – theologia – ecclesia. Festgabe für Ernst Ludwig Grasmück (= Bamberger theologische Studien. Band 37). Lang, Frankfurt am Main u. a. 2012, ISBN 3-631-59396-1.
- als Herausgeber: Nikolaus von Autrecourt: Allgemeine Abhandlung. Tractatus universalis. Lateinisch-Deutsch (= Herders Bibliothek der Philosophie des Mittelalters 3. Serie). Herder, Freiburg im Breisgau 2019, ISBN 3-451-37603-2.